# Músculo palmar corto
El palmar corto es un pequeño músculo intrínseco de la mano, perteneciente al grupo muscular de la eminencia hipotenar. Este grupo está compuesto por cuatro músculos, anexos al dedo meñique, superpuestos, desde la profundidad hasta la superficie, en el orden siguiente:

1) Oponente del meñique;

2) Flexor corto del meñique;

3) Abductor del meñique 

4) Palmar corto.

## Forma, Situación y Trayecto
El músculo palmar corto es una lámina muscular aplanada, delgada y cuadrilátera, situada en el tejido celular subcutáneo. Se trata de un músculo cutáneo, separado de los otros músculos de la eminencia hipotenar por la aponeurosis palmar.

## Inserciones y Descripción
Está formado por fascículos paralelos que se dirigen de lateral a medial y un poco de superior a inferior. Se extienden desde el borde medial de la aponeurosis palmar hasta la cara profunda de la dermis, siguiendo el borde medial de la eminencia hipotenar.

## Acción
El músculo palmar corto deprime la cuenca de la palma al tensar la piel sobre la eminencia hipotenar y forma un surco nítido, lo que podría mejorar la función de agarre.

## Inervación
El palmar corto está inervado por el ramo superficial del nervio cubital.

## Terminología
No debe confundirse el palmar corto con el palmar largo (anteriormente llamado palmar menor) ni con el flexor radial del carpo (anteriormente llamado palmar mayor), los cuales son músculos del antebrazo.
- Datos: Q955788
- Multimedia: Palmaris brevis muscles / Q955788